# 傅善祥
傅善祥（1833年—1864年），女，南京人，太平天國狀元。

## 生平
自幼父母雙亡，依靠兄嫂，善祥飽學經賦，中國科舉考試千年唯一女狀元，太平天國多篇改革社會民族之昭告文獻如：「天朝田畝制度」、男女平等、禁食鴉片、禁女裹腳，多出自於她手筆，太平天國有「武有洪宣嬌，文有傅善祥」之說；1856年天京內鬨後失蹤，曾一度被北王韋昌輝捉獲，韋欲封她為王娘，被拒绝，韋憤而欲殺之，卻被洪宣嬌派人救走，予以政治庇護，後來出任天王洪秀全的掌朝儀，直到太平天國滅亡時，她服毒自盡。
《天父天兄圣旨》有「东王府內簿書伏善祥」的記載，「傅善祥」或為「伏善祥」之誤。一说仅为东王府女主簿，生平不详。姓傅，“善祥”系伪造的姓名。持此观点者考据认为太平天国没有开设过“女科”。

## 影视作品
| 作品                     | 演員   |
| 無綫電視劇《太平天國》   | 蔡嘉莉 |
| 中央台電視劇《太平天國》 | 楊童舒 |

## 文學作品
徐小斌的小說《羽蛇》中，描寫了傅善祥的下場。